# Рокингхем (округ, Нью-Гэмпшир)
Округ Рокингхем — один из десяти округов штата Нью-Гэмпшир. Административный центр — Брентвуд (изначально был Эксетер). По состоянию на 2010 год население округа составляло 295 223 человека.

## История
Регион, который сейчас является округом Рокингхем, был первоначально заселён европейцами, передвигающимися к северу от Плимутской колонии (штат Массачусетс) с начала 1623 года. Руководство округа было тесно связано с Массачусетсом вплоть до 1679 года, когда Нью-Гэмпшир стал отдельной колонией. Округ Рокингхем был выделен в 1769 году в составе одного из пяти первоначальных округов колонии. Округ получил название в честь Чарльза Уотсона-Вентворса, 2-го маркиза Рокингхемского (англ. Charles Watson-Wentworth, 2nd Marquess of Rockingham), который был премьер-министром в 1765—1766. Округ был организован в 1771 году, с административным центром в Эксетере. В 1844 году его площадь была сокращена из-за выделения округа Белнап на северо-западе. В 1997 году учреждения Суда округа были перенесены в Брентвуд, текущий административный центр округа.

## География
По данным службы переписи населения США, округ занимает площадь 2 060 км², из которых 1 800 км² — суша и 260 км² (12,47 %) — вода. Наивысшая точка в Рокингхем — гора Ноттингем Каунти (410 м) в городе Дирфилд. Река Пискатакуа образует естественную границу со штатом Мэн.

### Граничащие округа
- Страффорд (с севера)
- Йорк (штат Мэн) (с северо-востока)
- Эссекс (штат Массачусетс) (с юга)
- Хилсборо (с запада)
- Мерримак (с северо-запада)

## Демография
По данным переписи 2000 года в округе проживало 277 359 человек, среди них — 104 529 домашних хозяйств и 74 320 семей. Плотность населения — 154 человека на квадратный километр. Зарегистрировано 113 023 жилищных единиц (квартира или дом), со средней плотностью 63 единицы на квадратный километр.
Распределение по расам:
- белые — 96,8 %
- чёрные (афроамериканцы) — 0,58 %
- коренные американцы — 0,18 %
- азиаты — 1,11 %
- островные американцы — 0,04 %
- другие расы — 0,38 %
- смешанные расы — 0,92 %

Распределение по происхождению:
- латиноамериканцы — 1,19 %
- ирландцы — 18,1 %
- англичане — 14,6 %
- итальянцы — 11,8 %
- французы — 10,5 %
- французские канадцы — 8,0 %
- немцы — 6,0 %
- американцы — 5,6 %

По родному языку:
- английский — 94,3 %
- французский — 1,8 %
- испанский — 1,3 %

По возрасту (средний возраст — 40 лет):
- до 18 лет — 26,4 %
- 18 — 24 года — 6,2 %
- 22 — 44 года — 32,8 %
- 45 — 64 года — 24,4 %
- 65 лет и старше — 10,1 %

По полу:
- женщины — 50,66 %
- мужчины — 49,34 %

## Города и посёлки
Населённые пункты округа Рокингхем — численность, площадь и плотность:
| Город/Посёлок | Численность (2000) | Численность, ранг | Площадь земли, км² | Площадь, ранг | Плотность /км² | Плотность, ранг |
| Аткинсон      | 6,178              | 14                | 28.8               | 28            | 214.3          | 11              |
| Оберн         | 4,682              | 19                | 65.3               | 11            | 71.7           | 26              |
| Брентвуд      | 3,197              | 30                | 43.6               | 16            | 73.4           | 25              |
| Кандия        | 3,911              | 23                | 78.5               | 5             | 49.8           | 31              |
| Честер        | 3,792              | 24                | 67.1               | 10            | 56.5           | 37              |
| Данвилл       | 4,023              | 22                | 30.3               | 27            | 132.6          | 18              |
| Дирфилд       | 3,678              | 26                | 131.9              | 1             | 27.9           | 36              |
| Дерри         | 34,021             | 1                 | 92.7               | 4             | 367.0          | 4               |
| Ист-Кингстон  | 1,784              | 33                | 25.9               | 31            | 68.9           | 27              |
| Эппинг        | 5,476              | 16                | 67.4               | 9             | 32.9           | 34              |
| Эксетер       | 14,058             | 6                 | 50.9               | 13            | 276.4          | 7               |
| Фримонт       | 3,510              | 28                | 44.4               | 15            | 79.0           | 24              |
| Гринленд      | 3,208              | 29                | 27.2               | 30            | 118.1          | 21              |
| Хемпстед      | 8,297              | 9                 | 34.5               | 21            | 240.5          | 9               |
| Хамптон       | 14,937             | 5                 | 33.7               | 22            | 442.6          | 3               |
| Хамптон-Фолс  | 1,880              | 32                | 31.6               | 25            | 59.4           | 29              |
| Кенсингтон    | 1,893              | 31                | 31.0               | 26            | 61.2           | 28              |
| Кингстон      | 5,862              | 15                | 50.8               | 14            | 115.4          | 22              |
| Лондондерри   | 23,236             | 3                 | 108.3              | 3             | 214.6          | 10              |
| Нью-Касл      | 1,010              | 35                | 2.1                | 37            | 469.8          | 2               |
| Ньюфилдс      | 1,551              | 34                | 18.2               | 36            | 85.3           | 23              |
| Ньюингтон     | 775                | 37                | 21.7               | 34            | 35.8           | 33              |
| Ньюмаркет     | 8,027              | 10                | 32.5               | 24            | 247.0          | 8               |
| Ньютон        | 4,289              | 20                | 25.7               | 32            | 167.1          | 13              |
| Норт-Хамптон  | 4,259              | 21                | 36.0               | 20            | 118.2          | 20              |
| Нортвуд       | 3,640              | 27                | 72.5               | 7             | 50.2           | 30              |
| Ноттингхем    | 3,701              | 25                | 120.4              | 2             | 30.8           | 35              |
| Пластоу       | 7,747              | 12                | 27.5               | 29            | 281.4          | 6               |
| Портсмут      | 20,784             | 4                 | 40.4               | 17            | 514.1          | 1               |
| Реймонд       | 9,674              | 8                 | 74.5               | 6             | 129.8          | 19              |
| Рай           | 5,182              | 17                | 32.7               | 23            | 158.5          | 15              |
| Сейлем        | 29,115             | 2                 | 64.0               | 12            | 169.9          | 12              |
| Сандаун       | 5,143              | 18                | 36.0               | 19            | 142.8          | 17              |
| Сибрук        | 7,934              | 11                | 22.9               | 33            | 345.7          | 5               |
| Саут-Хамптон  | 844                | 36                | 20.4               | 35            | 41.4           | 32              |
| Стратхем      | 6,355              | 13                | 39.1               | 18            | 162.4          | 14              |
| Уиндем        | 10,709             | 7                 | 69.4               | 8             | 154.3          | 16              |
| Всего:        | 278,362            |                   | 1,800              |               | 155.0          |                 |
| ------------- | ------------------ | ----------------- | ------------------ | ------------- | -------------- | --------------- |

## Достопримечательности
- Ботанический сад округа Рокингхем — ботанический сад, расположенный в Брентвуде.
- Музей Strawbery Banke в Портсмуте является коллекцией исторических зданий XVII—XIX веков.
- Парк развлечений Canobie Lake Park в Сейлеме открыт в 1902 году.
- В Сейлеме есть ипподром «Рокингхем парк», известный еженедельными ска́чками и Американский Стоунхендж, который демонстрирует коллекцию каменных фигур, созданных до времён Колумба.
- Около города Дерри проживал поэт Роберт Фрост, который преподавал в самой известной близлежащей школе — Пинкертон академии. Его дом включён в список парков штата.
- Форт Уильям и Мэри[англ.] и маяк Портсмут-Харбор в городе Нью-Касл[англ.].

В Рокингхеме располагается самая южная часть морского побережья штата Нью-Гэмпшир, есть нескольких популярных курортных городов:
- Деревня Хэмптон-Бич имеет англ. board-walk — дощатый настил для прогулок на пляже и Hampton Beach Casino Ballroom.
- В городе Рэе есть нескольких пляжей, таких, как Odiorne Point State Park и Нью-Гэмпширская часть островов Isles of Shoals.
- В г. Сибрук — Сибрукский парк забегов борзы́х и Сибрукская АЭС, последняя АЭС из открытых в Соединенных Штатах, один из двух её реакторов так и не достроен.